# Duchess Landing
Duchess Landing – jednostka osadnicza w Stanach Zjednoczonych, w stanie Oklahoma, w hrabstwie McIntosh.